# Vojvodina Bavarska
Vojvodina Bavarska, sprva plemenska vojvodina, kasneje vojvodina v Svetem rimskem cesarstvu.
Plemenski vojvodini so do leta 788 vladali Agilofingi, starejši rod plemenskih vojvod. Po vmesni izgubi samostojnosti so ji v obdobju 907-947 vladali Luitpoldinci, mlajši rod plemenskih vodij. Potem je bila 120 let kronska dežela, neposredno pod rimsko-nemškimi kralji ali njihovimi sorodniki. Samostojno pot je začela spet ubirati po letu 1070, ko jo je dobila v fevd rodbina Welfov. Welfi so v spopadu za nemško krono s Staufovci Bavarsko izgubili. Od leta 1180 do konca prve svetovne vojne ji je vladala rodbina Wittelsbachov.
Leta 1623 (mednarodno priznano leta 1648) je vojvodina Bavarska postala volilna kneževina in po razpadu Svetega rimskega cesarstva (1806) kraljevina. Danes je kot zvezna dežela vključena v Zvezno republiko Nemčijo.

## Starejše bavarsko vojvodstvo (Agilolfingi)
Del današnje Bavarske južno od Donave je v času cesarja Avgusta spadal k rimski provinci Reciji.
V prvi polovice 6. stoletja je področje med Lechom, Donavo, Innom in Alpami v več valovih naselilo germansko pleme Bajuvarov (Bavarcev); pozneje so svojo oblast razširili tudi severno od Donave, v današnji bavarski Nordgau, in proti jugu na današnjo Južno Tirolsko. Pomešani z ostanki romanskega prebivalstva so tvorili sposobno pleme z upravnim središčem v Regensburgu. V letih 670-80 so prvič prodrli preko Aniže do Dunajskega gozda, v letih 720-30 so dolino Aniže tudi zavzeli.
Vladala jim je rodbina Agilofingov, ki ji je mogoče slediti nazaj do vojvode Geribalda okrog leta 555. Leta 591, v času vojvode Tasila I., so Bavarci prišli v odvisnost od frankovskega cesarstva; stopnja odvisnosti se je s časom spreminjala. Vojvoda Theodo II. († 717) je npr. imel precejšnjo samostojnost: sam se je dogovarjal s papežem, sam je razdelil vojvodino med svoje sinove. Od njega naprej so po imenih poznani vsi agilofinški vojvode. Prvi bavarski zakonik, Lex Baiuvariorum, ki ga uvrščajo v obdobje od 6. do 8. stoletja in iz katerega je mogoče povzeti strukturo tedanje bavarske družbe, navaja kot najvišjega nosilca politične moči frankovskega kralja, bavarskega vojvodo pa kot njegovega vazala.
Po letu 590 so Bavarci ob zgornji Dravi naleteli na Slovane, ki so tedaj od vzhoda naselili področja ob zgornji Dravi in Zilji. Njihovi spopadi so s spremenljivo bojno srečo (leta 593 so zmagali Bavarci, leta 595 Slovani, leta 629 so pri Aguntu, danes blizu Lienza na Tirolskem, zmagali Slovani) vzpostavili mejo med frankovsko-bavarskim in avarsko-slovanskim prostorom. Kasneje je bila soseda Bavarcev slovanska kneževina Karantanija, s katero so se bojevali na Salzburškem.
V 7. stoletju so začeli irsko-škotski misijonarji in potujoči škofje, nasledniki sv. Kolumbana (*534-†615), kot npr. opat Eustasius iz francoskega Luxeuila, prinašati na Bavarsko krščanstvo in ustanavljali samostane. Na prelomu v 8. stoletje so jim sledili trije "bavarski apostoli", Emmeram, Rupert in Korbinian, ki so z vero prinašali tudi frankovski politični vpliv. Vsak na svojem območju so ustanavljali samostane: Emmeram je bil dvorni škof vojvode Theoda II. v Regensburgu, Rupert je bil škof v nekdanjem rimskem Iuvavumu (Salzburgu) in Korbinian v Freisingu.
Da bi se osvobodil frankovskega vpliva, je leta 716 vojvoda Theodo II. z veljaki romal na grob sv. Petra v Rimu in se s papežem Gregorjem II. pogodil o ustanovitvi bavarske cerkvene organizacije po rimskem zgledu. Načrt je začel uresničevati vojvoda Hugbert (†736) z ustanovitvijo škofije v Passauu, izpeljal pa ga je leta 739 benediktinski potujoči škof Bonifacij (*675-†754) v času vojvode Odila (737-48). Vzpostavil je bavarsko cerkveno organizacijo, ki je slonela na škofijah Salzburg, Passau, Regensburg in Freising. Bonifacij je postavil nove, benediktinske škofe, ki so v primerjavi s prejšnjim škofi strogega Kolumbanovega reda prinesli bolj pomirjujoče ozračje in željo po nadaljnjem širjenju. Cerkveno imetje je z darovi hitro naraščalo, gradile so se cerkve in samostani. Samostani so rasli tudi zunaj Bavarske, okrog njih pa na še neizkrčenih ozemljih nova naselja; kolonizacija proti vzhodu je bila v novem zagonu.
Škofije so postale zaključene gospodarske celote, ki so se kasneje razvile v knežje škofije. Poleg misijonske dejavnosti so gojile prepisovanje knjig, nova znanja in umetnosti, predvsem pa skrbele za šolanje. Prvi cerkveni šoli sta bili na otoku jezera Chiemsee in v Freisingu. V njih so se šolali možje, ki so se kasneje uveljavil tudi po Evropi in na dvoru Karla Velikega.
Bavarska cerkvena organizacija je bila prva, od Frankov neodvisna deželna cerkev vzhodno od Rena. Leta 741, po smrti frankovskega majordoma Karla Martela, je Bonifacij ustanovil še vzhodnofrankovsko deželno cerkev s škofijama v Würzburgu in Eichstättu. Od prej sta ostali škofija Augsburg ob Lechu in na jugu škofija Säben (kasneje Brixen).
Bavarski vojvoda Odilo (737-48) je bil poročen z eno od hčera Karla Martela in je sprva (zaradi sporov v frankovski kraljevi družini) lahko vladal precej samostojno. Navezal je stike s karantanskim knezom Borutom, ki se je nanj obrnil za pomoč v boju proti Avarom; Odilo mu je pomoč obljubil, v zameno pa je moral Borut sprejeti krščanstvo in bavarsko delno nadoblast. Odilo je zunaj svoje vojvodine ustanovil samostana Niederaltaich ob Donavi in Chammünster na robu Češkega gozda. Leta 743 je prišel v spor s svojima svakoma Pipinom Malim in Karlmanom, ki sta ga porazila na Leškem polju in mu odvzela ozemlja severno od Donave. Zmanjšana Bavarska je padla spet v večjo odvisnost od Frankov.
Po Odilovi smrti je njegov sin Tasilo III. (748-88) prvotno vladal v skrbništvu svojega strica Pipina Malega, potem pa leta 763 na vojnem pohodu samovoljno zapustil stričevo vojsko in zavladal samostojno. Njegove ambicije so bile v širitvi na jugovzhod, na slovanska ozemlja. Sprva je nadaljeval z očetovo miroljubno politiko. Ustanovil je samostan v San Candidu (oz. Innichen v Pustriški dolini, leta 757). Ko pa je po smrti pokristjanjenega karantanskega kneza Hotimirja v Karantaniji leta 769 izbruhnil obsežen protikrščanski in protigermanski upor, je leta 772 Karantance pokoril s silo. Leta 777 je ustanovil samostan v Kremsmünstru ob Donavi. Na svojem dvoru je skliceval srečanja s cerkvenimi in posvetnimi veljaki in se povezal z Langobardi. 
Med tem si je novi frankovski kralj Karel Veliki podvrgel Akvitanijo, združil pod svojo oblastjo celotno Francijo in leta 774 strl langobardsko cesarstvo, na kar je svojo pozornost usmeril na Bavarsko, ki si jo je želel spet bolj podrediti. Tasila je dvakrat prisilil k ponovni vazalski prisegi. Ker pa je ta še vedno nasprotoval frankovski politiki in si morda celo prizadeval za podporo pri Avarih, ga je Karel dal leta 788 obsoditi na smrt in ga kasneje pomilostil na dosmrtni zapor v samostanu. S Tasilom III. se je končal starejši rod bavarskih plemenskih vojvod.

## Pod Karolingi
Avari so po Tasilovem padcu dvakrat vdrli v dolino Inna, na kar je Karel odgovoril z veliko vojsko, prvič leta 791 in drugič leta 796, ko je njegova vojska pod vodstvom furlanskega mejnega grofa zavzela ozemlje od Dunajskega gozda do kolena Donave; nastala je Spodnja Panonija. Da bi bavarsko cerkev bolje organiziral za misijonsko nalogo, je papež Leon III., na željo Karla Velikega, povzdignil salzburško škofijo v nadškofijo in jo napravil za metropolo bavarske cerkvene province, v katero so spadale škofije Regensburg, Passau, Freisburg in Säben-Brixen.
Sin in naslednik Karla Velikega, cesar Ludvik Pobožni je Bavarsko in obmejne dežele na vzhodu že leta 817 kot podkraljestvo namenil svojemu sinu Ludviku Nemškemu. Po delitvi frankovskega cesarstva leta 843 v Verdunu je Ludvik Nemški postal vladar vzhodnega dela nekdanjega frankovskega cesarstva. Leta 865 je Bavarsko, Karantanijo in Panonijo prepustil svojemu sinu Karlmanu. Karlman ni imel zakonitih naslednikov, le nezakonskega sina Arnulfa, ki mu je skušal omogočiti čim boljši družbeni vzpon. Leta 876 mu je dal v vladanje Karantijo in Panonijo kot t. i. Karantanski regnum s prestolnico v Regensburgu. Ker so vsi nasledniki Ludvika Nemškega ostali brez zakonitih naslednikov, se je zelo aktivni Arnulf Koroški uveljavil tudi kot bavarski voditelj. V odnosu do frankovskega kraljestva je postal popolnoma samostojen, podeljeval je kraljeve posesti, na lastno pest se je vojskoval (v različnih zavezništvih) za oblast vzhodno od svojega regnuma ( Moravska,  Panonija). Leta 887 se je na državnem zboru v Triburu/Trieru pojavil z vojsko Bavarcev in karantanskih Slovanov in prevzel vzhodnofrankovsko krono. Od vzhoda so tedaj že prodirali Madžari, ki so se leta 894 obrnili proti Arnulfu in ob njegovi smrti leta 899 že vpadali preko današnjega slovenskega ozemlja v Italijo.

## Mlajše bavarsko vojvodstvo (Luitpoldinci)
S slabitvijo frankovske države se je lokalno plemstvo spet začelo zbirati okrog novih plemenskih voditeljev. Eden takih je bil Luitpold (tudi Liutpold) z ozemljem ob Donavi okrog Regensburga, ki ga je Arnulf Koroški imenoval za mejnega grofa Karantnije in Zgornje Panonije; viri ga imenujejo dux Baiuvarum. Izkazal se je v obrambi pred Madžari in je v odločilni bitki pri Bratislavi (ki je Madžarom odprla pot v Evropo) leta 907 padel skupaj z mnogimi drugimi plemiči in škofi, med njimi nadškofom Salzburga, škofoma Freisinga in Säbna in skoraj vsem bavarskim visokim plemstvom. Ugled, ki ga je pridobil, je omogočil njegovemu sinu Arnulfu I. (bavarski vojvoda 907-37), da je ponovno vzpostavil bavarsko plemensko vojvodino. Na posestvih samostanov, ki jih je zasegel (in zato od duhovščine dobil vzdevek Hudobni), je vzgojil čredo za bavarsko konjenico, s katero se je poslej uspešno postavljal po robu Madžarom in leta 913 od njih dobil zagotovilo, da ne bodo več vpadali na Bavarsko. Prišel je v spor z nemškim kraljem Konradom I. in se pred njim za nekaj časa umaknil k Madžarom. Po njegovi smrti se je leta 918 vrnil v Regensburg in po triletnih bojih s saškim vojvodo, novim nemškim kraljem Henrikom I., temu priznal kraljevsko oblast, v zameno pa mu je Henrik v bavarski vojvodini pustil popolnoma proste roke: smel je sklicevati deželne zbore, podpisoval je listine, imenoval škofe, pobiral carine, koval denar, se bojeval na lastno pest. Nazadnje je pridobil na svojo stran celo sprva sovražne škofe.
Novi nemški kralj Oton I. Veliki vojvodini Arnulfovega sina Eberharda ni bil pripravljen priznati posebnega položaja v kraljestvu. Po dveh spopadih ga je odstavil in izgnal. Za novega bavarskega vojvodo je postavil Eberhardovega strica Bertolda, Eberhardovemu bratu Arnulfu II., ki je Eberharda podpiral, pa je dal upravni položaj bavarskega palatinskega grofa. Potem je Oton I. poročil svojega brata Henrika s hčerko Arnulfa I., Judito, in s tem pripravil okolje za družinski prevzem Bavarske. Berthold je dvakrat uspešno odbil napade Madžarov.

## Kronska dežela
Po Bertoldovi smrti leta 947 je Oton dal Bavarsko svojemu (prej upornemu) bratu Henriku I. Bavarskemu (947-55). Bavarsko plemstvo se je temu uprlo pod vodstvom Arnulfa II. in se leta 953 pridružilo obsežnemu uporu Otonovega sina Liudolfa Švabskega proti očetu. Arnulf II. je leta 954 padel v bojih pred Regensburgom.
Potem ko so se uporniki z Otonom pobotali, so nemški vojvode leta 955, ko so Madžari oblegali Augsburg, združili svoje sile in 10. avgusta 955 na Leškem polju praktično uničili madžarsko vojsko. Po zmagi je Bavarska razširila svoje ozemlje na vzhodu vse do reke Traisen. Ker pa je že pred tem, po prvem pohodu Otona I. v Italijo, leta 952 na državnem zboru v Regensburgu od Italije dobila v fevd mejne grofije Istra, Furlanija in Verona, je leta 955 dosegla svoj največji obseg v zgodovini, segala je od Nordgaua (porečje Naaba) na severu do Jadranskega morja na jugu. Bavarska je postala kronska dežela, ki so jo cesarji po svoji presoji dodeljeval članom svoje družine.
Ker pa se sin Henrika I., Henrik II. Bavarski, imenovan Prepirljivec, (vojvoda Bavarske v letih 955-976 in 989-995) ni hotel podrediti novemu kralju in cesarju Otonu II., je ta vojvodino Bavarsko leta 976 namerno oslabil, tako da je od nje ločil Koroško (skupaj z markami Verona, Furlanija, Istra), ki jo je povzdignil v samostojno vojvodino, in Vzhodno marko, ki jo je dal v fevd Henrikovemu sovražniku Luitpodu Babenberškemu (tedaj je bila formalno še v okviru vojvodine Bavarske a z velikimi posebnimi pravicami). Zmanjšano vojvodino Bavarsko je dobil tekmec Henrika II., Oton I. Švabski (Liudolfov sin). Kralj je Henrika izgnal in dosegel, da ga je izobčil tudi škof. Po smrti Otona II. se je Henrik poskušal postaviti na mesto novega kralja, triletnega Otona III. Končno se je vendarle podredil in se odpovedal nadaljnjemu upiranju. Leta 985 mu je kralj vrnil Bavarsko in leta 989 tudi Koroško.
Kar ni uspelo Hennriku Prepirljivcu, je leta 1002, po smrti Otona III., samo od sebe padlo v roke njegovemu sinu Henriku IV. Bavarskemu (995-1004 in 1009-17); ostal je edini dedič otonskega kraljestva in postal nemško-rimski kralj Henrik II., Sveti, in leta 1014 cesar nemškega cesarstva (oboje do leta †1024). Med vladanjem se je pretežno opiral na visoko cerkveno plemstvo. Papež Evgen III. ga je leta 1146 proglasil za svetnika.
Samostani, ki so bili za časa Tasila III. gibalo gospodarskega razvoja, so že v času Karla Velikega začeli izgubljati svojo samostojnost. Arnulf Hudobni je mnoge spremenil v konjske farme, kar jih je ostalo, so večinoma služili kot gospodarstva škofijam in plemičem. Temu je prvi naredil konec Wolfgang, škof Regensburga (od 972), ki je regensburški samostan St. Emmeram ločil od škofije in postavil samostojnega opata. Samostan je takoj zacvetel v novih pobudah. Zgled so posnemali drugi škofje in potem tudi plemstvo. Četrt tisočletja po Tasilu je tako regensburška reforma sprožila nov val ustanavljanja samostanov po vsej Bavarski, z velikim poudarkom na prepisovanju knjig in vzgoji. Z napredovanjem Henrika II. v kralja in cesarja je reforma postala politika cesarstva. Bavarski škofje so zasedli številne najvišje položaje v Italiji, Saški, Porenju. Kot vezni člen med severno in južno Nemčijo je leta 1007 cesar ustanovil škofijo Bamberg in ji, ker je bil brez naslednikov, zapustil vse družinsko imetje, poleg ozemelj okrog samostana na Frankovskem še posesti, raztresene po vsej Bavarski. Učenci diplomatske šole, pridružene samostanu, so pod naslednjimi cesarji zavzeli pomembne cerkveno-politične položaje.
Jugovzhodni del Bavarske, Vzhodno marko, so od leta 976 upravljali grofje Babenberški in jo do konca tisočletja razširili do današnjega Dunaja. Leta 996 se grofija prvič omenja pod imenom Ostarrichi. Misionarski vpliv passavske škofije pa je pod škofom Piligrimom (†991) segal še veliko dlje v madžarsko ravnico. Madžarski knez Geza se je dal krstiti in njegov sin, prvi madžarski kralj Štefan I., Sveti, je bil poročen s sestro cesarja Henrika II. A vpliv Bavarske je začel upadati, ko je okrog leta 1000 Madžarska dobila nacionalno nadškofijo v Esztergomu in ko je po Štefanovi smrti leta 1038 prišla na Madžarskem do veljave Bavarski nenaklonjena stran. V pogostih medsebojnih bojevanjih se je v času salijskega cesarja Henrika III. meja utrdila na Leithi in Moravi.
V smeri Češke je misijonarsko delovala škofija Regensburg, dokler leta 975 v Pragi ni bila ustanovljena nacionalna češka škofija in dokler tudi na Češkem ni zavladala domača vojvodska rodbina Přzemyslov. Henrik III. je v Nordgau in na obmejnih območjih proti Češki (Oberpfalzer Wald in Češki gozd) ustanovi tri mejne grofije: Cham, Nabburg in Češko marko (ki je segala do reke Thaye). V Chamu in Nabburgu so se v drugi generaciji uveljavil kot grofje Diepoldingi (ki so kasneje podprli Henrika V. v uporu proti očetu cesarju Henriku IV.). Na obmejnem področju so si uredili divje grofije tudi številne grofovske rodbine (Sulzbacher, Andech, Bogner, Vornbacher). Najkasneje v 12. stoletju so se bavarski naseljenci začeli spuščati z grebenov Češkega gozda v porečje Visle.
V času investiturnega spora med Henrikom IV. (sinom Henrika III.) in papežem Gregorjem VII., je bavarsko plemstvo večinoma podpiralo cesarja. Papeževi podporniki so bili navadno tujci kot npr. passavski škof (Vestfalec), salzburški nadškof (Švab), bavarski vojvoda Welf I. (na pol Italijan); in tudi ti so se kmalu morali umakniti cesarjevim pristašem. Tudi ko sta se mejni grof Diepold III. in grof Berengar von Sulzbach pridružila uporu cesarjevega sina proti očetu, se bavarsko plemstvo uporu ni priključilo. Ko pa je sin zavladal kot kralj in cesar Henrik V., ga je samoumevno podprlo.
V 1080-tih je nova cerkvena reforma, ki se je že v prejšnjem tisočletju začela v burgundskih samostanih, benediktinskem Clunyju in cistercijanskem Citeauxu (in ki je, potem ko so jo v svojo politiko vključili tudi papeži, povzročila investiturni spor), dosegla tudi Bavarsko. V obdobju 1080-1150 so rasli samostani novih, strožjih in bolj delavnih meniških redov. Cistercijanci so se oprijeli tudi poljedelstva (vzorčni samostan naprednega obdelovanja zemlje je ustanovil npr. Diepold III. v Waldsassenu v Nordgau). V obdobju 1130-50 so se širili tudi premonstratenci. Prvič v zgodovini so se nasprotniki borili tudi s peresi. Nastala so prva literarna dela. Oton von Freising, učen mož, škof in politik iz družine Staufovcev, je v letih 1143-46 napisal delo z naslovom Chronica, svetovno zgodovino od začetka do cesarja Konrada III., in vanjo vključil svoja filozofska razmišljanja o cerkveni in posvetni državi. Začel je tudi življenjepis svojega nečaka cesarja Friderika Barbarosse, Festa Friderici, ki ga je po škofovi smrti dokončal cesarjev tajnik. Regensburg je bil v tistem času pomembno križišče poti od Córdobe do Kijeva in od Severnega morja do Bizanca.

## Obdobje Welfov
Bavarska politika se je spet ločila od kraljeve potem, ko je cesar Henrik IV. za bavarskega vojvodo imenoval Welfa I. Bavarskega (IV. v rodovniku rodbine), začetnika rodbine Welf-Este (oziroma mlajšega rodu Welfov).
Oče Welfa I. Bavarskega (vojvoda 1070-77 in 1096-1101) je bil italijanski mejni grof Alberto Azzo II. d'Este, njegova mati pa Kunigunda von Altdorf iz rodu Welfov. Njen brat Welf III., koroški vojvoda, je leta 1055 umrl brez potomcev in družinska posestva v Reciji, na Bavarskem in Švabskem so prišla v posest nečaka, po izgledu in značaju pravega Italijana. Takoj se je poročil s hčerko bavarskega vojvode Otona II. Northeimskega. Cesar Henrik IV. ga je leta 1070, sredi investiturnih sporov s papežem, imenoval za bavarskega vojvodo (potem ko je zaradi domnevno načrtovane zarote odstavil njegovega tasta). Vendar je Welf na volitvah nemškega kralja leta 1077 podprl Henrikovega tekmeca Rudolfa Švabskega, zaradi česar ga je Henrik IV. izobčil iz pravnega reda. Odtlej je bil pomemben član Henrikove opozicije vse do leta 1096, ko sta Welf in cesar sprevidela, da bo za oba bolje, če se pobotata. Leta 1096 je Henrik preklical izobčenje in Welfu I. vrnil vojvodino.
Welfa I. je nasledil sin Welf II. Bavarski (1101-1020), ki je bil cesarju lojalen in se je dobro ugnezdil na Bavarskem. Enako politiko je sprva vodil tudi njegov naslednik, brat Henrik Črni (IX. Bavarski, 1120-26). Poročil se je z Vulfildo, starejšo hčerko zadnjega saškega vojvode Magnusa iz rodu Billungov, ki mu je med sedmimi otroki rodila tudi Henrika in Judito. Ta dva sta nadaljevala glavna rodova Welfov in Staufovcev. Pri volitvah kralja leta 1125 pa je Henrik Črni presenetil, ko je namesto svojega zeta Friderika II. Švabskega, kot je bilo pričakovano, podprl saškega vojvodo Lotarja Supplinburškega. Ta je Črnemu v zameno obljubil, da bo dal svojo hčerko Gertrudo (Jero) za ženo njegovemu sinu Henriku. Ko so po Lotarjevi izvolitvi nasprotni bavarski, frankovski in švabski plemiči za protikralja izvolili Staufovca Konrada III., se je Henrik Črni umaknil v samostan in kmalu umrl.
Poroka z Jero, leta 1127, je Henriku Ponosnemu (X. Bavarski, 1126-38 in II. Saški 1137-39) po Lotarjevi smrti prinesla njegove alode na Saškem (Supplinburg, Braunschweig, Northeim). Henrik Ponosni je cesarju Lotarju III. stal ob strani v bojih proti nasprotnim nemškim knezom in ga spremljal na njegovem drugem pohodu v Italijo (1136/37), kjer je dobil v fevd mejno grofijo Toskano (in posesti grofice Matilde Toskanske). Ob Lotarju je bil tudi pred njegovo smrtjo, ko mu je ta podelil še saško vojvodstvo in ga določil za naslednika. Velika posest in politična moč, ki si jo je pridobil, pa je bila v nasprotju z načrti Staufovcev, ki so tudi vztrajno pridobivali ozemlja. Razvilo se je tekmovanje med rodbinama, ki je v Nemčiji zavrlo centralizacijo kraljeve oblasti, kakršno poznamo v Angliji, Franciji in Španiji.
Na volitvah kralja leta 1138 so knezi izbrali za Lotarjevega naslednika Henrikovega tekmeca, Konrada III. Henrik se ni hotel odpovedati saškemu in bavarskemu vojvodstvu, kot je zahteval Konrad, zaradi česar ga je ta izobčil, dal saško vojvodino Albertu Medvedu in bavarsko Babenberžanu Leopoldu IV. Avstrijskemu. Henrik je uspel Saško ubraniti z vojsko. Leta 1139 je nenadoma umrl.
Albert Medved zaradi nasprotovanja močnejšega dela saškega plemstva svoje oblasti na Saškem ni mogel uveljaviti. Leta 1142 je postal saški vojvoda Henrik Lev (III. Saški 1142-80 in XII. Bavarski 1156-80). Henrik Lev je leta 1152 pri izvolitvi za kralja pomagal bratrancu Frideriku Barbarossi (nečak Konrada III.), zaradi česar je ta začasno prekinil welfsko-staufovski spor in mu po dolgotrajnih pogajanjih (v katerih je interese Henrika Leva zastopal predvsem njegov stric Welf VI., zadnji bogati welfski knez) na zboru v Regensburgu vrnil vojvodino Bavarsko (brez Avstrije, ki jo je povzdignil v dedno vojvodino, in jo dodelil Henriku II. Jazomirgotu, nasledniku Leopolda IV.; iz vojvodine Bavarske je izločil tudi vojvodino Dachau-Meran in grofijo Tirolsko). 
Henrik Lev je v prvih letih kooperativno spremljal Friderika Barbarosso na vojnih pohodih v Italijo in na Poljsko, sicer pa je bilo njegovo zanimanje usmerjeno na Saško in v osvajanje slovanskih ozemelj vzhodno od Labe, kjer je smel samostojno ustanavljati nove škofije. Na Bavarskem je na solni poti od Salzacha na Švabsko na prehodu čez Isar zgradil utrjeno mesto München. Sicer pa je bila Bavarska zanj prostorsko preveč omejena, na vzhodu z novo vojvodino Avstrijo, na severu pa s cesarjevimi osebnimi posestmi; ta je namreč ves čas na vse mogoče načine pridobival in kupoval nova ozemlja, tako da je s staufovskimi in državnimi ozemlji (ki so se raztezala od današnje zahodne Češke proti zahodu do Burgundije, z najsevernejšo oporno točko v mestu Goslar v pogorju Harz) popolnoma ločil Bavarsko od Henrikovih saških ozemelj.
Sodelovanja med bratrancema je bilo konec, ko je Henrik leta 1176 Frideriku odklonil pomoč v ponovni vojni proti lombardskim mestom. Potem ko Friderik v Italiji ni uspel, je izkoristil obtožbe saških plemičev in kölnskega nadškofa proti brezobzirnemu in samoljubnemu vojvodi. Henriku Levu je na državnem zboru odvzel obe vojvodini in ga potem še izgnal. Na zborih v Gelnhausnu in Altenburgu sta bili potem Saška in Bavarska razkosani v manjše vladavine. Na zboru v Altenburgu v Turingiji je cesar Štajersko povzdignil v vojvodino in jo podelil dotedanjemu mejnemu grofu Otokarju IV. Štajerskemu, grof Bertold III./IV. Andeški pa je postal vojvoda Meranski. Zmanjšano vojvodino Bavarsko je cesar podelil bavarskemu palatinskemu grofu Otonu Wittesbachu.
V zaključni listini zasedanja v Gelnhausnu (Gelnhäuser Urkunde) so prvič omenjeni državni knezi kot sloj, ki je povzdignjen nad ostalo plemstvo. Da je dosegel svoj cilj, se je cesar tedaj oprl na kneze, ki so mu bili v fevdalni strukturi neposredno podrejeni, in jim s tem prepustil del suverenosti vladarja. To je kasneje onemogočalo, da bi se v Nemčiji razvila močna centralizirana država, tako kot v Angliji, Franciji in Španiji.
Moč knezov je bila odvisna od posesti, ki so jo obvladovali. S časom so gospodarsko močnejše rodbine pridobivale oblast nad šibkejšimi. Ozemlja so se vse bolj združevala in število rodbin, ki so krojile zgodovino, se je zmanjševalo. Ena izmed rodbin, ki so se v tem procesu uveljavile, so bili Wittelsbachi, ki so po letu 1180 začeli oblikovati svojo vojvodino Bavarsko.

## Začetki bavarske vojvodine Wittelsbachov
Ko je leta 1180 palatinski grof Oton VI. von Wittelsbach, zvest privrženec cesarja Friderika Barbarosse, postal bavarski vojvoda Oton I. (1180-83), je bilo njegovo ozemlje še precej majhno. Wittelsbachi so ga postopoma in vztrajno večali z nakupi, porokami in dedovanji. Spretno so izkoriščali izumiranje velikih plemiških družin (1196 von Steffling, 1204 von Vohburg, 1217 von Velburg, 1242 von Bogen, 1248 von Andechs, slednji so bili najmočnejši tekmeci Wittelsbachov) in se tudi pri dedovanju niso ozirali na zahteve ostalih dedičev. Pridobljenih ozemelj niso dajali v fevd; nastavili so lastne ministeriale in uredili grofovska sodišča. Ustanavljali so mesta in trge. Prej razdrobljeno ozemlje med Češkim gozdom in Alpami, Lechom in Innom jim je uspelo združiti v dokaj homogeno celoto. Vključitvi v nastajajočo državo so se uspele izogniti nadškofija Salzburg in škofije Passau, Regensburg in Freising s svojimi ozemlji.
Leta 1214 je cesar Friderik II. Otonovemu sinu Ludviku I. (1183-1231) podelil v fevd Rensko palatinsko grofijo, skupaj s častjo volilnega kneza. Ta je precejšni del svojega življenja preživel v službi cesarja, ki ga je leta 1225 imenoval za državnega namestnika v Nemčiji in varuha svojega sina Henrika, medtem ko je sam vladal na dvoru na Siciliji. Ludvik se je zapletel v spor med cesarjem in papežem; ravno ko se je ta spor leta 1230 umiril, je bil zahrbtno zaboden na mostu čez Donavo v Kelheimu, zaradi česar se ga je oprijel vzdevek Kelheimer.
Ludvikov sin Oton II. (1231-53) je gradil nova mesta in utrdil oblast v svoji deželi. Po smrti zadnjega Babenberžana (1246) je poročil hčer Elizabeto z zadnjim staufovskim kraljem Konradom IV. in upal, da bo zavladal Avstriji, ki pa jo je leta 1251 z vojsko zavzel češki princ Otokar Přemysl. Leta 1253 je postal München rezidenca bavarskih vojvod.
Sinova Otona II., skregana med seboj, sta si vojvodino razdelila: starejši Ludvik II., Strogi (1253-94), je dobil Renski palatinat in višje predele Bavarske (nekdanje grofije Wittelsbachov in Andeških z Ingolstadtom in Nordgau), mlajši Henrik XIII. pa bogate nižinske predele z Landshutom in rodovitnim Donaugauom. Tedaj sta nastali Zgornja in Spodnja Bavarska. Ludvik je videl svoj razvoj na Švabskem, kjer je propadala rodbina Staufovcev, in vzgajal nečaka Konradina; po Konradinovi smrti leta 1268 mu je to prineslo del staufovske dediščine. Henrik se je oziral proti sosednji Avstriji, a je bil ob odločilnem spopadu (1278) med kraljema, češkim Otokarjem II. in nemškim Rudolfom I., na nepravi, poraženi češki strani. Po smrti Henrika XIII. so njegovi trije sinovi deželo spet delili. Ureditev in vzdrževanje treh rezidenc (Landshut, Straubing, Burghausen) je deželo osiromašilo. Do leta 1340 je njihov rod izumrl. Ozemlje je prešlo na dediče Ludvika II.
Določeno je bilo, da Ludvika II. nasledi starejši sin Rudolf, a se mlajši, kasnejši cesar Ludvik IV. Bavarec, ni pustil odriniti. Leta 1302 je s habsburško pomočjo izsilil sovladanje in po sporu dobil (1310) Zgornjo Bavarsko s prestolnico v Ingolstadtu in leta 1312 še regentstvo v Spodnji Bavarski. Ker pa je bil za regentstvo zainteresiran tudi njegov bratranec Friderik III. Habsburški, Lepi, je prišlo do spora in vojaškega spopada pri Gammelsdorfu (1313). Zmaga je Ludviku naslednje leto prinesla kraljevsko krono, a volitve niso bile enotne, del volilnih knezov je podprl Friderika Lepega, in Ludvik si je moral krono rimsko-nemškega kralja priboriti z zmago pri Mühldorfu leta 1322. Tudi tedaj mu je papež Janez XXII., ki si ni želel močnega cesarja, ni priznal, tako da je Ludvik z vojsko moral v Rim, kjer se je leta 1328. pustil kronati od prebivalcev Rima in postavil protipapeža Nikolaja V.
Ker je bila doma sprava nemogoča (nasprotna stran je imela podporo pri rodbini Nassau), je (še pred povratkom iz Italije) v Paviji leta 1329 z rodbinsko pogodbo prepustil Renski palatinat in del Nordgaua (kasneje poimenovan z Zgornji Palatinat) sorodnikom iz palatinske veje Wittelsbachov. Ludviku in njegovim naslednikom je ostala Bavarska (brez Zgornjega Palatinata). Z delitvijo sta se zgodovini Bavarske in Renskega palatinata ločili in tekli ločeno do leta 1777, ko sta se, z izumrtjem bavarske veje, spet združili. Leta 1356 je cesar Karel IV. z zlato bulo imenoval za volilnega kneza grofa Renskega palatinata (dotlej sta si to vlogo, po pogodbi iz Pavije, veji izmenjavali).

## Po odcepitvi Palatinata
Ludvik Bavarec je svoji rodbini pridobil veliko ozemelj zunaj Bavarske, ki pa so bila po njegovi smrti (ena preje, druga kasneje) spet izgubljena Pridobil je mejno grofijo Brandenburg (1324-73), grofijo Tirolsko (1342-63), s svojo drugo poroko (s princeso Margareto Holandsko) je priženil grofije Holandijo, Zelandijo, Frizijo in Hainault (1346-1433). Izdal je deželno in mestno pravo, prvi v nemškem jeziku. Bavarska je v njegovem času dosegla enega svojih viškov moči.
Ludvikovi sinovi so po njegovi smrti leta 1340 vojvodino razdelili v tri vladavine, kasneje pa je prihajalo še do novih delitev. V času Ludvikovih vnukov, ob koncu 14. stoletja, je bila Bavarska razdeljena na B.- Ingostadt, B.- Landshut, B.- München in B.- Straubing. Njihovi vladarji so se neredko med seboj bojevali.
Odločno je iz Landshuta spet zavladal šele Ludvik IX. Bogati (1450-79), ki je obvladoval dve tretjini bavarskega ozemlja in rudnike ob tirolskem Innu. Njegov poskus, da bi svobodno mesto Donauwörth dobil pod svojo oblast, je preprečil njegov močni sosed iz Ansbacha, Hohenstaufovec, mejni grof Albert Ahil. Ludvik je izdal deželni zakonik in leta 1472 ustanovil v Ingolstadtu prvo bavarsko univerzo. Nasledil ga je sin Jurij, ki se je z velikim pompom poročil s hčerko poljskega kralja Kazimirja. Zakon pa mu ni prinesel moškega potomca in v oporoki je izrazil željo, da prevzame deželo njegov zet iz Renskega palatinata.
V Münchenski veji se je med sinovi vojvode Alberta III. (†1460) uveljavi preudarni Albert Modri (1465-1508). Znal je gospodariti in je poskušal tudi širiti ozemlje, a je odnehal, ko je uvidel, da bo to pripeljalo do spora. Ko pa so se sorodniki iz Renskega palatinata po Jurijevi smrti, v skladu z Jurijevo oporoko skušali polastiti landshutske Bavarske (kar je bilo v nasprotju z dogovorom v Paviji, ki je določal, da v takšnem primeru prevzame nasledstvo sosednja rodbinska veja), je prišlo do obsežne landshutske vojne (1504-05), ki se je končala s posredovanjem cesarja Maksimilijana I. in z razsodbo reichstaga v Kölnu leta 1505. Prišlo je do ponovne združitve Bavarske. Istočasno je bilo na ozemlju ob Donavi za stransko vejo palatinskega rodu ustanovljena nova vojvodina s prestolnico v Neuburgu, imenovana tudi Mladi Palatinat. Nekaj bavarskih ozemelj je bilo dodeljeno tudi drugim udeležencem vojne in cesarju. Z združitvijo Zgornje in Spodnje Bavarske je enotna "Stara Bavarska" pridobila večji politični vpliv. Da bi enotnost vojvodine ohranil, je Albert IV. Modri (bavarski vojvoda 1505-08) leta 1506 uzakonil rodbinsko pravilo, po katerem je odtlej vojvodino v celoti dedoval prvorojenec.

## Od reformacije do konca tridesetletne vojne
Lutrov nastop leta 1517 je imel na Bavarskem velik odziv. Vojvoda Viljem IV., Stanovitni (1508-50, vladal je skupaj z bratom Ludvikom), se sprva ni odzval. Potem pa, ko se je na wormskem reichstagu pokazal razkol med knezi, je nastopil proti novi veri. Ostrejše preganjanje luterancev se je začelo po kmečkem uporu (1525), ki je izbruhnil na luteranskih ozemljih okrog Bavarske. Vendar se je Luteranstvo širilo naprej, zlasti v grofijah, ki so bile neposredno podrejene cesarju (grofije Miesbach-Hohenwaldeck, Ortenburg, Haag). Vojvoda je v deželo poklical jezuite, ki so leta 1549 prišli v Ingolstadt. Katoliška cerkev je ostala na Bavarskem močna in bogata.
Viljemov brat Ludvik je bil leta 1526 ob volitvah češkega kralja protikandidat Ferdinandu I., a se je moral pred močnejšim tekmecem nazadnje umakniti. Isto se je ponovilo ob volitvah rimsko-nemškega kralja pet let kasneje. Želja po nemški in cesarski kroni pa je ostala in je kasneje še nekajkrat prišla na dan.
Čeprav se je Bavarska opredelila za katolištvo in cesarja, pa je Leonhard von Eck, prvi svetovalec vojvode, ki je dejansko kreiral bavarsko politiko, v zunanji politiki iskal povezave na vse strani, tudi pri Francozih in pri šmalkaldenski zvezi. Pred šmalkaldensko vojno (1546-47) je cesarju obljubil nevtralnost, ki so jo upoštevali tudi protestantski knezi in avgusta 1546 niso napadli močno utrjenega Ingolstadta, v katerem so se utaborile cesarjeve čete.
Vojvoda Albert V. (1550-79), Viljemov sin, se je posvečal predvsem kulturi, umetnosti. V Ingnolstadtu si je ustvaril razkošen grad. Ni se zmenil za opozorila svetov, ki so vladali namesto njega, da se preveč zapravlja (dvorni svet je obravnaval pravne zadeve, dvorna komora je vodila finance, tajni svet je skrbel za zunanje zadeve in vojni za vojaške). Prišlo je do popuščanja luterancem, tudi zato, da bi si vojvoda v deželnem zboru zagotovil zadostno podporo pri odmeri davkov. Potem pa, ko je skupina plemičev na deželnem zboru v Ingolstadtu leta 1563 zahtevala priznanje augsburške veroizpovedi, je vojvoda nastopil zelo ostro; odredil je, da se šolstvo in cerkev v celoti podredita zaključkom pravkar končanega tridentinskega koncila, vpeljal cenzuro; kdor se ni hotel podrediti, je moral zapustiti deželo. Leta 1567 je grofija von Haag pripadla Bavarski in bila rekatolizirana. Univerza v Dillingenu je bila predana jezuitom. Protireformacija je bila v polnem teku. Vojvoda je mnogo vlagal v kulturo in v gradnjo cerkvenih objektov, tako da je deželo pripeljal v dolgove.
Naklonjenost katoliški cerkvi je takoj pokazal tudi njegov sin Viljem V. (vojvoda 1579-97, † 1626) in si prislužil naziv Pobožni. Jezuitom je zgradil v Münchnu ogromno cerkev sv. Mihaela s samostanom. Jezuiti, ki so se razširili po vsej deželi, so obvladovali vse šolstvo, ki pa je bilo na visokem nivoju in je deželi prineslo veliko znanja in kulture. Cerkev je bila najbogatejši družbeni sloj; gospodarila je na več kot polovici ozemlja Bavarske in imela ogromno premičnega bogastva. Viljem je s konkordatom iz leta 1583, ki je določal ureditev bavarske deželne cerkve, zase prihranil najvišje pravice, kot so nadzor nad cerkvenim imetjem in vpliv na izvolitev prelatov.
Posegel je tudi v bran katolicizma v Porenju in na področju Münstra. Leta 1582 je kölnski nadškof Gebhard Truchseß von Waldburg prestopil v protestantizem in poskušal cerkveno kneževino spremeniti v posvetno. Kölnski stolni kapitelj se je poskušal temu ubraniti tako, da je za protiškofa imenoval brata Viljema V., Ernesta, škofa v Freisingu, Hildesheimu in od leta 1581 tudi v sosednjem Lüttichu; ta ni imel opore le v Bavarski, ampak tudi v Španiji. Ko se je Gebhard razrešitvi upiral, so bavarske in španske čete na hitro zavzele Köln. Naslednjih 200 let, do leta 1761, so bili bavarski knezi na čelu nadškofje Kölna in sosednjih škofij Lütticha, Münstra, Hildesheima in občasno tudi Paderborna ali Osnabrücka. Cerkvena kneževina, večja od Zgornje in Spodnje Bavarske skupaj, ki ji je pripadala tudi čast volilnega kneza, je zelo povečala vpliv Wittelsbachov v zunanji politiki. Bavarska se je razvila v trdnjavo katolicizma v cesarstvu.
Poleg cerkvenih objektov je Viljem V. gradil tudi posvetno arhitekturo, podpiral vse vrste umetnosti, v katerih se je v njegovem času München lahko kosal z Dunajem. Bil pa je slab gospodar in ni redno skliceval deželnih stanov, ki so bili pristojni za potrditev davkov. Čeprav mu je pri financiranju mnogo pomagal podjetnik Hans Fugger, je pripeljal Bavarsko v finančni polom; leta 1594 je vladanje prepustil sinu Maksimilijanu in leta 1597 odstopil z vojvodskega položaja.
Maksimilijan I. (bavarski vojvoda 1597-1651, od 1623 tudi volilni knez Svetega rimskega cesarstva), resen, delaven, neomajen katoličan, je vedel kako spraviti državo v red. Uredil je državno blagajno, ustvaril uradniško, nepodkupljivo upravo, uredil zakonodajo (Codex Maximilianus iz leta 1616 se je potem uporabljal 150 let), ustanovil dobro izurjeno vojsko. Leta 1607 je po naročilu cesarja Rudolfa II. z vojsko posredoval v protestantsko-katoliških nemirih v mestu Donauwörth. Po zasedbi je mesto proti volji protestantskih stanov priključil Bavarski. Da bi v bodoče preprečili takšne dogodke, so protestantski knezi ustanovili obrambno auhausensko unijo, na kar se je Maksimilijan naslednje leto (1609) odzval z ustanovitvijo nasprotne, katoliške lige. Med vstajo na Češkem (1618) je v imenu katoliške lige poslal kasnejšemu cesarju Ferdinandu II. v pomoč 30.000 mož in osvojil ozemlja, ki so jih bili uporniki zavzeli. Leta 1620 so katoliške sile v bitki na Beli gori premagale protestantsko vojsko novega češkega kralja Friderika V. Pfalškega, Maksimilijanovega bratranca. V povračilo je Bavarska od cesarja dobila volilni glas Palatinata, in ozemlje Zgornjega Palatinata (kot nadomestilo za vojne stroške), kjer je Maksimilijan zahteval takojšnjo rekatolizacijo; 93 zemljiških gospodov je moralo zapustiti Zgornji Palatinat, ker niso hoteli opustiti protestantske vere. S tem je češki upor proti cesarju posegel v bistvo nasprotij tedanje Evrope; v spor so se, poleg nemških knezov, vključile tudi sosednje države, protestantske (Danska, Švedska in druge) in katoliške (Španija, Francija in druge). Bojno polje se je selilo sem ter tja, večinoma po nemških deželah. V tridesetih letih so Švedi štirikrat prodrli na Bavarsko, dvakrat so se Bavarci doma bojevali s Francozi, bili so časi, ko so štiri vojske hkrati jemale prebivalstvu hrano. K temu so se priključile še slabe letine in kuga na Švabskem. Bavarska je najbolj trpela v letih 1632-34, 1645 in 1648. Po tridesetih letih je bila Bavarska, tako kot mnoge druge nemške dežele, popolnoma uničena. 900 naselij (mest, trgov, vasi) od 5000 je bilo popolnoma razrušenih. Najbolj je bilo prizadeto podeželje, število kmetij še po sto letih ni doseglo predvojnega števila.

## Volilna kneževina
Vestfalski mir (1648) je potrdil dodelitev Zgornjega Palatinata Bavarski, pustil ji je tudi glas volilnega kneza, s tem da je Palatinatu dodelil novega, osmega. Maksimilijanu, ki je bil edini knez, ki je sodeloval vso vojno, je ostalo po vojni še toliko življenja (3 leta), da je uredil povojne finance države in je njegov naslednik Ferdinand Marija lahko začel z obnovo dežele
Od leta 1623, oz. od mednarodnega priznanja leta 1648, je najvišji naziv, ki pripada Bavarski, volilna kneževina. Nadaljevanje zgodovine vojvodine Bavarske je zato opisano pod naslovom Volilna kneževina Bavarska (Kurfürstentum Bayern ali Kurbayern). 